# 纪尧姆·比安基
纪尧姆·比安基（義大利語：Guillaume Bianchi，1997年7月30日—）生于罗马，是一名意大利男子击剑运动员，主攻花剑，曾在罗马大学修读工商管理专业。2015年，他获得弗拉斯卡蒂击剑俱乐部年度最佳运动员奖。2018年，他首次在世界杯分站赛上获得奖牌。